# Венера (Нинџа корњаче)
Милоска Венера (енгл. Venus de Milo) или само Венера (или Венус) је измишљени лик и из серијала Нинџа корњаче. Појављује се само у играној верзији серије Нинџа корњаче: Нова мутација и у понеким стриповима, као пети члан тима и једини женског пола. Њен повез за очи је светлоплаве боје (светлији од Леонардовог). Потиче из Кине и оригинално име јој је Меј Пеј Ћи. Као и осталима из екипе, Сплинтер јој је дао име по некоме из ренесансне уметности, а она је названа по познатој статуи Милоској Венери (грч. Ἀφροδίτη τῆς Μήλου, Aphroditē tēs Mēlou).